# Whitten, Iowa
Whitten, Iowa (енгл. Whitten) град је у америчкој савезној држави Ајова. По попису становништва из 2010. у њему је живело 149 становника.

## Демографија
Према попису становништва из 2010. у граду је живело 149 становника, што је -11 (-6.9%) становника више него 2000. године.
| Група             | 2000.       | 2010.       |
| Белци             | 156 (97,5%) | 142 (95,3%) |
| Афроамериканци    | 0 (0,0%)    | 2 (1,3%)    |
| Азијати           | 2 (1,3%)    | 0 (0,0%)    |
| Хиспаноамериканци | 0 (0,0%)    | 5 (3,4%)    |
| Укупно            | 160         | 149         |